# Siddhicharan Shrestha
Siddhicharan Shrestha (en devanagari: सिद्धिचरण श्रेष्ठ) (21 de mayo de 1912 - 4 de junio de 1992) fue uno de los escritores más destacados de Nepal. Contribuyó en la lucha contra la autocrática dinastía Rana (1846-1951) a través de sus escritos. Su poesía revolucionaria despertó a los combatientes por la libertad, y fue condenado a 18 años en cárcel por sus actividades literarias. Escribió en newarí y nepalí.
Su poema "Mi amada Okhaldhunga", es considerada como una de sus obras maestras. En este poema, ha expresado lo orgulloso que se siente al describir el lugar Okhaldhunga, ubicado en el este de Nepal, donde nació y fue criado.

## Primeros años
Los ancestros de Siddhicharan se trasladaron a Ombahal de mandu
desde Bhaktapur. Su padre Bishnu Charan (novelista) trabajaba para el gobierno y escribió novelas como "Sumati" y "Bhismapratigya". En el curso de su servicio, fue a Okhaldhunga en Nepal del este donde Siddhicharan nació el 9 de Jestha de 1969 B.S. (21 de mayo de 1912 en el calendario gregoriano), en donde también fue criado. Su madre se llamaba Neer Kumari Shrestha. En 1919, a la edad de 7 años, su familia retornó hacia Katmandú.
Siddhicharan estudió en la Escuela Secundaria Durbar. Un día en 1926, observó a un anciano inclinado sobre sus escritos en una tienda de hirbas en Kamalachhi, cerca de su colegio. Aquel anciano era el renombrado poeta Siddhidas Mahaju. Siddhicharan consideró finalmente a Mahau como un gurú.

## En prisión
En 1940, Siddhicharan estuvo acusado de sedición por el régimen Rana y sentenciado a 18 años de prisión, por un poema que había escrito en newar. Entre sus líneas, contenía la frase "Sin revolución, no puede haber una paz adecuada".
Muchos poetas, además de activistas políticos, habían sido arrestados junto con Siddhicharan. Y entre sus compañeros de prisión, se encontraban los escritores Chittadhar Hridaya, Phatte Bahadur Singh y Dharma Ratna Yami y el artista Chandra Man Singh Maskey. El confinamiento de escritores dio como resultado una efusión creativa, de la que muchos de ellos, incluyendo Siddhicharan, produjeron obras épicas.
El padre de Siddhicharan falleció mientras estuvo en prisión, pero no se le permitió asistir al funeral. El dolor lo llevó a componer un poema lleno de angustia. Siddhicharan fue liberado en 1945.

## Periodismo
Siddhicharan también trabajó como periodista. Fue editor del primer periódico de Nepal, llamado Awaj, el cual entró en funciones el 19 de febrero de 1951, un día después de que la dinastía Rana fuese derrocada en una revolución. También trabajó para Sharada, una revista literaria, y el Gorkhapatra, el que en entonces era un periódico bisemanal (posteriormente se convertirá en uno de los principales diarios del país).

## Honores
En 1993, el Departamento de los Servicios Postales de Nepal, emitió un sello conmemorativo con un retrato de Shrestha, en honor a sus contribuciones a la literatura nepalesa. Una carretera en el este del país que conduce hacia Okhaldhunga posee el nombre del escritor.